# Hermann Mau
Hermann Mau (* 1. Juli 1913 in Hoyerswerda; † 25. Oktober 1952 bei Pforzheim) war ein deutscher Historiker. Er war Generalsekretär des Deutschen Instituts für Geschichte der nationalsozialistischen Zeit in München.

## Leben
Mau war Sohn von August Mau, dem leitenden Arzt des Kreiskrankenhauses Hoyerswerda, und Franziska Mau (geb. Sievers). Er sang im Thomanerchor und legte sein Abitur an der humanistischen Thomasschule zu Leipzig ab. Zu seinen Freunden zählten Karl Straube und Günther Ramin.
In den Jahren 1934/1935 wurde er wegen seiner kritischen Einstellung zum Nationalsozialismus mehrmals von der Gestapo verhaftet, verhört und gequält.
Von 1932 bis 1937 studierte er Geschichte, Germanistik und Soziologie an der Universität Leipzig. Seine Lehrer waren u. a. Herbert Grundmann, Hermann Heimpel, Walter Stach (1890–1955), Theodor Frings und Hans Freyer.
1940 promovierte er zum Dr. phil. Seine Dissertation hatte das Thema Die schwäbischen Rittergesellschaften mit St. Jörgenschild. Ein Beitrag zur Geschichte der deutschen Einigungsbewegung im 15. Jahrhundert. als (erschienen im Beitrag zur Geschichte der deutschen Einungsbewegung).
1941 wurde er Heimpels Assistent am Seminar für Mittlere und Neuere Geschichte der Reichsuniversität Straßburg.
1943 verfasste er eine Arbeit zu Heinrich den Löwen.
Ab 1944 vertrat er die Professur von Eberhard F. Otto in Straßburg.
Ab 1944 habilitierte er sich an der Universität Leipzig (zuvor Umhabilitation von der Universität Jena, wo er den Lehrstuhl für mittelalterliche Geschichte vertrat) über  Cluny und das Reich.
Nach dem Krieg war er zunächst Privatdozent für mittlere und neuere Geschichte in Leipzig und stellvertretender Direktor des Historischen Instituts. Er trat in die CDU ein und wurde Hochschulreferent der Leitung der Ost-CDU. Im Jahr 1947 wurde er gemeinsam mit Wolfgang Weinoldt, Werner Ihmels, Edmund Bründl und Luise Langendorf wegen angeblicher Spionagevorwürfe vom NKWD verhaftet. Da er von den Aktivitäten der Gruppe um Ihmels am wenigsten Kenntnis hatte, wurde er freigesprochen. Er kurierte im Benediktinerkloster Niederaltaich und floh 1948 in die amerikanische Besatzungszone.
Bevor er 1951 Privatdozent an der Ludwig-Maximilians-Universität München wurde, war er für den Rundfunk tätig und gründete die Wohnheimsiedlung Maßmannplatz. Im selben Jahr reiste er auf Einladung John Jay McCloys in die USA.
Mau war von 1951 bis 1952 wissenschaftlicher Leiter und Generalsekretär (Nachfolger von Gerhard Kroll) des Deutschen Instituts für Geschichte der nationalsozialistischen Zeit in München. Das seit 1947 bestehende Institut forschte zur Zeit des Nationalsozialismus. Er publizierte zahlreiche Schriften und war Wegbereiter für die seit 1953 erscheinenden Vierteljahrshefte für Zeitgeschichte.
Im Jahr 1952 verunglückte er mit seinem Auto auf einer Dienstreise auf der Autobahn zwischen Karlsruhe und Pforzheim. Sein Freund Carl Friedrich von Weizsäcker hielt die Trauerrede.
Postum erschien in der ersten Ausgabe der Vierteljahrshefte für Zeitgeschichte ein im Nachlass gefundener Aufsatz über den sogenannten Röhm-Putsch. Eine weitere Arbeit namens Hitler und der Nationalsozialismus war als Fragment überliefert und wurde von Helmut Krausnick vervollständigt. Sie erschien als Einzelausgabe unter dem Titel Deutsche Geschichte der jüngsten Vergangenheit. – nach Ansicht von Hans Buchheim eine auch heute noch lesenswerte Kurzfassung der NS-Geschichte.

## Rezeption
Im Nachruf zitiert Hans Buchheim aus einem Exposé Maus vom Oktober 1950 zur Arbeitsplanung der Institutsarbeit: „Es geht weder um die Rehabilitierung des Nationalsozialismus noch um die Rechtfertigung der Kollektivschuldthese. Es geht vielmehr zunächst um die saubere Klärung der Sachverhalte“.  Diese Aufgabe, die auch Buchheim als erste Voraussetzung für die geistige Bewältigung des furchtbarsten Abschnittes deutscher Geschichte betrachtet, habe Mau mit all der ihm zur Verfügung stehenden Energie und nach den strengen methodologischen Grundsätzen des an der mittelalterlichen Geschichte ausgebildeten Historikers in Angriff genommen.
Mau habe gefordert, das Hitlerbild müsse differenziert werden, denn die Gefahr des Bösen beruhe gerade darin, dass es sich keineswegs in jedem Augenblick als das Böse offenbart.

„Er fragte immer wieder, was in den Menschen eigentlich vorgegangen sei, dass so etwas wie der Nationalsozialismus überhaupt möglich wurde, und suchte nach den Wurzeln im Geistigen und Seelischen, nach den Irrungen, aber auch nach dem Körnchen Wahrheit, das nach einem Wort des Hl. Augustinus in jedem Irrtum steckt.“

## Publikationen
- Die Rittergesellschaften mit St. Jörgenschild in Schwaben. Stuttgart 1941.
- Heinrich der Löwe. München 1943.
- Deutsche Geschichte der jüngsten Vergangenheit. Tübingen 1956.
- Deutsche Geschichte der jüngsten Vergangenheit 1933–1945. Bonn, 1959 (Zusammenarbeit mit Helmut Krausnick und Nachwort von Peter Rassow).